# Ning Kaiyu
Dans ce nom chinois, le nom de famille, Ning, précède le nom personnel.
Ning Kaiyu est une joueuse d'échecs chinoise née le 5 septembre 2004. 
Au 1er mars 2020, elle est la 15e joueuse chinoise et la 147e joueuse mondiale avec un classement Elo de 2 327 points.

## Biographie et carrière
Ning Kaiyu remporta le championnat du monde des moins de 14 ans en 2018 et obtint ainsi le titre de maître international féminin. La même année, elle finit à la quatrième place ex æquo du championnat de Chine d'échecs (avec 7 points sur 9) et à la cinquième place ex æquo du championnat d'Asie d'échecs féminin avec 5,5 points sur 9 (sixième au départage).
En 2019, elle est quatrième du championnat chinois féminin avec 6,5 points sur 11.